# Apamea rufa
Apamea rufa là một loài bướm đêm trong họ Noctuidae.